# Nierkanker
Nierkanker is de verzamelnaam voor diverse soorten kanker die optreden in de nieren. Vormen hiervan zijn:
- niercelkanker, ook wel grawitztumor of hypernefroom genoemd: de meest voorkomende vorm (ca. 80%) van nierkanker
- nefroblastoom, ook wel wilmstumor genoemd: een vorm die voornamelijk voorkomt bij kinderen
- urotheelkanker, ook wel urotheelcarcinoom, urotheelcelcarcinoom of overgangscelkanker genoemd: in de nieren een zeldzame vorm van kanker, uitgaande van het urotheel: de binnenbekleding (ofwel slijmvlies ofwel overgangsepitheel) van de urinewegen (het nierbekken, de urineleider (ureter), de urineblaas en de urinebuis (urethra))